# Diodore de Sicile
Pour les articles homonymes, voir Diodore.
Diodore de Sicile (Διόδωρος Σικελιώτης / Diódôros Sikeliôtès ; en latin : Diodorus Siculus) est un historien grec du Ier siècle av. J.-C., contemporain de Jules César et d'Auguste. Il est l'auteur de la Bibliothèque historique, une monumentale histoire universelle.

## Biographie
Né vers 90 av. J.-C., Diodore est un Sicéliote originaire d’Agyrion, petite cité située dans l'est de la Sicile. Il reçoit un enseignement rhétorique de qualité, signe qu'il est probablement issu d'une famille aisée. Il aurait visité les contrées d'Europe et d'Asie ainsi que l'Égypte entre 60 et 59 av. J.-C., avant de s'établir à Rome où il publie son unique ouvrage en 30 av. J.-C..

## Œuvre
Parmi les travaux des historiens antiques de Sicile comme Timée de Tauroménion ou Antiochos de Syracuse, seuls ceux de Diodore nous sont parvenus. Il laisse une œuvre considérable, rédigée en grec ancien, une des plus riches sources d'informations sur l'Égypte antique et la Grèce antique mais aussi sur la Rome antique et le monde antique occidental, sujet peu traité par ses contemporains de Grèce orientale. Il travaille pendant trente ans à la constitution de cette histoire universelle intitulée la Bibliothèque historique. Elle couvre une période de plus de mille ans, des temps mythologiques à Jules César et la bataille de Pharsale.
La Bibliothèque historique comprend quarante livres dont une vingtaine subsistent : le premier livre jusqu'au cinquième puis le onzième livre jusqu'au vingt-deuxième sont conservés dans leur intégralité tandis que les autres ne sont connus que par fragments. Diodore y présente des événements dans un ordre chronologique en trois temps pour chaque période : d'abord les événements concernant la Grèce et l'Asie mineure, ensuite ceux concernant la Sicile, et enfin ceux concernant Rome. Diodore montre ainsi l'importance qu'il accorde à sa patrie qu'il présente au même niveau que les puissances grecque et romaine.
Diodore rassemblant tous les événements datables en s'appuyant sur de nombreuses sources plus anciennes, son travail a longtemps été réduit à celui d'un compilateur. Pour l'histoire sicilienne, il se serait principalement servi des travaux de Timée de Tauroménion, de Philistos de Syracuse, d'Éphore de Cumes et de Silénos de Calé-Acté. Toutefois, il semble que Diodore dépasse ce rôle de simple compilateur en apportant de nouvelles réflexions au travers par exemple de ses préfaces dans lesquelles il traite de questions morales, didactiques et historiographiques, remettant les événements rapportés en perspective avec les problématiques de son époque et produisant ainsi un travail original.
On attribue parfois à Diodore de Sicile la liste des Sept Merveilles du monde, par référence à sa description détaillée des jardins suspendus de Babylone dans le deuxième livre de la Bibliothèque historique.

### Bibliographie

Bibliotheca historica, 1746.